# Riverhead (Terre-Neuve-et-Labrador)
Pour les articles homonymes, voir Riverhead.
Riverhead est une communauté située dans la province de la Terre-Neuve-et-Labrador, dans le sud-est.

## Démographie
Selon statistique Canada, la population totale s'élève à 165 habitants en 2021.